# Schulträger
Als Schulträger (in Österreich: Schulerhalter, in Bayern Aufwandsträger) bezeichnet man rechtsfähige Institutionen, die die sächlichen Bedingungen für eine Schuleinrichtung bereitstellen und unterhalten, also die räumlich-technischen Voraussetzungen sowie alle sächlichen Bedingungen zur Sicherung von Unterricht und Erziehung einschließlich der außerschulischen Kooperation. Oftmals ist damit auch das Eigentum am Schulgebäude und -grundstück verbunden; doch kann das Schulgebäude auch angemietet oder gepachtet sein. Zu den Aufgaben des Schulträgers zählen auch die Aufwendungen für die Schülerbeförderung, sofern diese nicht durch eine übergeordnete kommunale Körperschaft (Landkreis) erfüllt wird.
Der Schulträger steht in der Regel nicht für die Aufwendungen des pädagogischen Personals einschließlich der Schulleitungen in Verantwortung, ist jedoch der Arbeitgeber für Sekretariatsmitarbeiter, Schulhausmeister und mitunter für Schulsozialarbeiter. Der Schulträger erfüllt stets die gesetzlich festgelegten Aufgaben der „äußeren Schulangelegenheiten“.
Man unterscheidet öffentliche Schulträger (überwiegend kommunale Körperschaften, siehe Schule in öffentlicher Trägerschaft) und freie Schulträger (gemeinnützige und gewerbliche Rechtspersonen, siehe Privatschule). Die Zahl der öffentlichen Schulträger überwiegt.

## Öffentliche Schulträger
Öffentliche Schulträger sind in Deutschland in der Regel die Gemeinden oder die Landkreise bzw. Kreise, teilweise auch die Länder. Auch besondere Zweckverbände (z. B. mehrere Gemeinden), sogenannte Schulverbände, fallen unter die öffentlichen Schulträger. Welche kommunale Ebene Schulträger ist, ist in den Bundesländern unterschiedlich geregelt. Zu unterschieden sind zwei große Gruppen. Unter die Gruppe der Bundesländer, in denen die Landkreise Schulträger sind, wobei Grund- und Hauptschulen (bzw. deren Äquivalente) von kreisangehörigen Gemeinden getragen werden, fallen Bayern (hier Sachaufwandsträger genannt), Baden-Württemberg, Brandenburg, Mecklenburg-Vorpommern und Sachsen-Anhalt. Die zweite Gruppe sind die Bundesländer, in denen in der Regel Schulen (meist mit Ausnahme der Berufsschulen) von kreisangehörigen Gemeinden getragen werden. Darunter fallen Hessen, Nordrhein-Westfalen, Rheinland-Pfalz, Saarland und Thüringen. In Niedersachsen, Sachsen und Schleswig-Holstein bestehen Mischsysteme. In Hessen, Nordrhein-Westfalen, Rheinland-Pfalz und dem Saarland werden auch die Berufsschulen von den Gemeinden getragen. In den Stadtstaaten sind die Bundesländer selbst Schulträger. 
Eine bayerische Besonderheit ist, dass in Bayern Kommunen neben dem Freistaat Bayern eigene Schulen errichten können, sofern diese hinter staatlichen Schulen nicht zurückstehen. Für die kommunalen Schulen haben die Kommunen dann auch den Aufwand für das pädagogische Personal zu tragen. Das gilt nicht für staatliche Schulen in Bayern.
Allgemein zählt auch die Festlegung der Schulbezirke im Rahmen des kommunalen Satzungsrechtes zu den Aufgaben des Schulträgers. Im Freistaat Bayern werden die Schulsprengel durch Rechtsverordnung der Regierungen festgelegt. In den meisten Bundesländern werden öffentliche Schulen durch Beschluss des Schulträgers errichtet und geschlossen. Dieser bedarf in der Regel der Zustimmung einer staatlichen Schulaufsichtsbehörde, die erteilt wird, sofern ein öffentlicher Bedarf besteht. In Bayern errichtet je nach Schulart das Kultusministerium oder die Regierung durch Rechtsverordnung eine staatliche Schule nach Art. 26 Abs. 1 des BayEUG. Mit dem Aufwandsträger ist lediglich Benehmen herzustellen.

## Freie Schulträger
Freier Träger einer Schule können natürliche und juristische Personen wie eingetragene Vereine, Gesellschaften mit beschränkter Haftung, eingetragene Genossenschaften oder andere Körperschaften des öffentlichen Rechts als die obigen Gebietskörperschaften (evangelische Landeskirchen, römisch-katholische Diözesen bzw. mit ihnen verbundene Einrichtungen sowie Industrie- und Handelskammern oder Handwerkskammern) sein.
Auch freie Träger können sämtliche Schularten wie im öffentlichen Bereich betreiben. Bekannt sind freie Träger jedoch vor allem durch die Waldorfschulen, die Montessorischulen und weitere Alternativschulen. Seltener sind besondere Gymnasien und meist stiftungsnahe Sonderschulen (Förderschulen).
Darüber hinaus werden Privatschulen in freier Trägerschaft auch zunehmend von privaten Bildungskonzernen (z. B. Phorms Schulen) oder durch große Unternehmen, z. B. Freie Schule Anne-Sophie der Stiftung Würth in Künzelsau oder die Neue Schule Wolfsburg der Volkswagen AG in Wolfsburg gegründet.
Die Einrichtung einer Privatschule oder die Zulassung eines privaten Trägers zur Einrichtung einer Schule obliegt den Ländern nach den jeweils gültigen Schulgesetzen. Dieses sind Einzelgesetze oder Bestandteile der gesamten Schulgesetzgebung:
- Baden-Württemberg – Gesetz für die Schulen in freier Trägerschaft, Schulgesetz für Baden-Württemberg
- Bayern – Bayerisches Gesetz über das Erziehungs- und Unterrichtswesen
- Berlin – Schulgesetz für das Land Berlin
- Brandenburg – Gesetz über die Schulen im Land Brandenburg
- Bremen – Privatschulgesetz
- Hamburg – Hamburgisches Gesetz über Schulen in freier Trägerschaft
- Hessen – Hessisches Schulgesetz
- Mecklenburg-Vorpommern – Verordnung für Schulen in freier Trägerschaft
- Niedersachsen – Niedersächsisches Schulgesetz
- Nordrhein-Westfalen – Schulgesetz für das Land Nordrhein-Westfalen
- Rheinland-Pfalz – Landesgesetz über die Errichtung und Finanzierung von Schulen in freier Trägerschaft
- Saarland – Privatschulgesetz / Erste und Zweite Verordnung zur Durchführung des Privatschulgesetzes
- Sachsen – Sächsisches Gesetz über Schulen in freier Trägerschaft,[14] Sächsische Freie-Träger-Schulverordnung[15] und weitere Rechtsvorschriften
- Sachsen-Anhalt – Schulgesetz
- Schleswig-Holstein – Schulgesetz
- Thüringen – Thüringer Gesetz über Schulen in freier Trägerschaft, Thüringer Verordnung über die staatliche Finanzhilfe für die Schulen in freier Trägerschaft

## Aufgaben des öffentlichen Schulträgers
- Beschluss über die Errichtung und Schließung öffentlicher Schulen im Bezirk / Sprengel des Schulträgers (nicht in Bayern, wo diese durch Rechtsverordnung der staatlichen Schulaufsichtsbehörden errichtet oder geschlossen werden)
- Bau, Einrichtung, Bewirtschaftung, Erweiterung und Instandhaltung der Schulgebäude einschließlich der Sportstätten
- Bereitstellung der Lehr- und Lernmittel für die Lehrmittelfreiheit gewährt wird
- Bereitstellung der finanziellen Mittel für das technische Personal/Hauspersonal (bei kommunalen Schulen in Bayern auch für das pädagogische Personal, nicht jedoch bei staatlichen Schulen in Bayern)
- Bereitstellung der finanziellen Mittel für die räumliche und sächliche Ausstattung der Schule (z. B. Ausstattungsmobiliar, Unterrichtsmittel, IT-Technik)
- Festlegung des Schulbezirks, soweit dies nach den Schulgesetzen der Länder vorgesehen ist (in der Regel durch Satzung bei Grundschulen, Hauptschulen, Berufsschulen und Förderschulen, in Bayern durch Rechtsverordnung der Regierungen)
- Einstellung und Entlassung des nicht lehrenden (oder auch technischen) Personals (bei freien Schulträgern und in Bayern auch des lehrenden Personals)
- Kostenübernahme für Schulveranstaltungen
- Kostenübernahme für die notwendige Beförderung von Schülern auf Unterrichtswegen und auf dem Schulweg
- Entscheidung über die Verwendung von Schulräumen und -flächen zu anderen als zu schulischen Zwecken.